# Rouffilhac

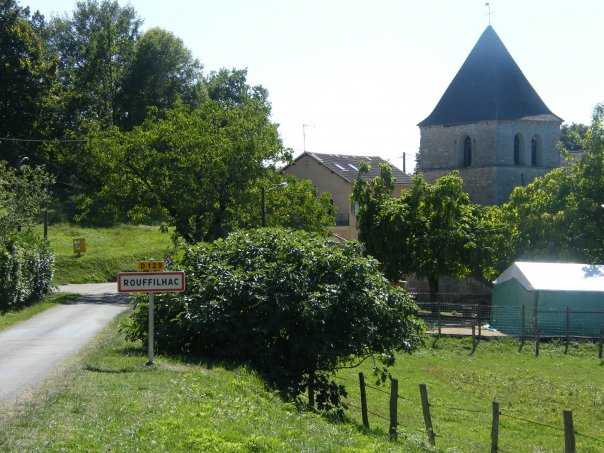
Rouffilhac (2013)

Rouffilhac ist eine französische Gemeinde mit 196 Einwohnern (Stand 1. Januar 2022) im Département Lot in der Region Okzitanien. Sie gehört zum Arrondissement Gourdon und zum Kanton Gourdon.
Die Einwohner werden „Rouffilhacois“ bzw. „Rouffilhacoises“ genannt.

## Geographie
Die Gemeinde liegt östlich der Départementsstraße D 12 zwischen Gourdon (neun Kilometer südlich) und Souillac (19 Kilometer nordöstlich) und an der Départementsstraße D 129. An der östlichen Gemeindegrenze verläuft das Flüsschen Tournefeuille zur Dordogne.
Umgeben wird Rouffilhac von den Nachbargemeinden Lamothe-Fénelon im Norden, Payrac im Osten, Anglars-Nozac im Süden sowie  Fajoles im Westen.

## Bevölkerungsentwicklung
| Jahr      | 1962 | 1968 | 1975 | 1982 | 1990 | 1999 | 2006 | 2008 | 2018 |
| Einwohner | 219  | 179  | 177  | 166  | 152  | 143  | 156  | 160  | 188  |